# Siczynci
Siczynci (ukr. Січинці) – wieś na Ukrainie, w obwodzie chmielnickim, w rejonie kamienieckim, w hromadzie Dunajowce. W 2025 liczyła 781 mieszkańców.